# Enneanectes pectoralis
Enneanectes pectoralis es una especie de pez de la familia Tripterygiidae en el orden de los Perciformes.

## Morfología
• Los machos pueden llegar alcanzar los 4 cm de longitud total.

## Hábitat
Es un pez de mar de clima subtropical y asociado a los  arrecifes de coral que vive entre 0-11 m de profundidad.

## Distribución geográfica
Se encuentra en el  Atlántico occidental central: desde el sureste de Florida (Estados Unidos), las Bahamas y Yucatán (México) hasta Venezuela.

## Observaciones
Es inofensivo para los humanos